# リマスコ
リマスコ（伊: Rimasco）は、イタリア共和国ピエモンテ州ヴェルチェッリ県アルト・セルメンツァに属する分離集落（フラツィオーネ）。
かつては独立したコムーネであったが、2018年1月1日にリーマ・サン・ジュゼッペと合併して新自治体の一部となった。

## 地理

### 位置・広がり
| コムーネとしてのリーマ・サン・ジュゼッペは、以下のコムーネと隣接していた。 - ボッチョレート - カルコーフォロ - フォベッロ - リーマ・サン・ジュゼッペ - ロッサ |